# Ordine dell'impresa militare
L'Ordine dell'impresa militare è un'onorificenza del Vietnam.

## Storia
L'Ordine è stato fondato il 15 maggio 1947.

## Classi
L'Ordine dispone delle seguenti classi di benemerenza:
- I classe
- II classe
- III classe

## Assegnazione
L'Ordine è assegnato per premiare gli individui che hanno fatto imprese eccezionali e coraggiose in combattimento, nel servizio di combattimento, nella formazione, nella forza di costruzione, nel consolidamento della difesa e della sicurezza delle persone, o che hanno sacrificato la loro vita eroicamente, dando esempi luminosi in tutto il paese.

## Insegne
- Il  nastro è completamente rosso con una stelletta di bronzo per la III classe, due per la II e tre per la I.